# كاثرين جانيت بوش
كاثرين جانيت بوش (بالإنجليزية: Katharine Jeannette Bush)‏ هي عالمة حيوانات أمريكية، ولدت في 30 ديسمبر 1855 في سكرانتون في الولايات المتحدة، وتوفيت في 19 يناير 1937.